# Leichtathletik-Team Deutsche Sporthochschule Köln
Das Leichtathletik-Team Deutsche Sporthochschule Köln (LT DSHS Köln) ist ein deutscher Leichtathletik-Verein. Er hat über 550 Athleten, die von 20 Trainern betreut werden.

## Geschichte
Die Deutsche Sporthochschule Köln ist die größte Sportuniversität der Welt. Das Leichtathletik-Team wurde 1995 gegründet. Nach nur zwei Jahren hatte das Team leistungsmäßig den Stadtrivale ASV Köln eingeholt. Von 2008 bis Ende 2010 starteten die Sportler der beiden Kölner Vereine in einer Leichtathletikgemeinschaft. Ab 2024 starten beider Vereine in einer Startgemeinschaft in Staffeln und Mannschaftswettbewerben als StG Köln.

## Bekannte Sportler (Auswahl)
- Kirsten Bolm (* 4. März 1975), mehrfache Deutsche Meisterin, Vizeeuropameisterin über 100 Meter Hürden[6]
- Leena Günther (* 16. April 1991), Deutsche Vizemeisterin über 100 Meter, Europameisterin und Olympiafünfte mit der 4-mal-100-Meter-Staffel[7]
- Rudolf Helpling (* 1981),[8] Deutscher Meister im Dreisprung[9]
- Lara Hoffmann (* 25. März 1991), EM-Teilnehmerin, Deutsche Meisterin mit der 4-mal-400-Meter-Staffel[10]
- Frederike Hogrebe (* 1991), Deutsche Meisterin mit der 4-mal-400-Meter-Staffel[11]
- Tim Lobinger (* 3. September 1972; † 16. Februar 2023), Deutscher Meister, Vizeeuropameister, Hallenweltmeister im Stabhochsprung[12]
- Friederike Möhlenkamp (* 1992), Deutsche Hallenmeisterin mit der 4-mal-200-Meter-Staffel[13]
- Lena Naumann (* 1994), Deutsche Hallenmeisterin mit der 4-mal-200-Meter-Staffel[14]
- Alexandra Plaza (* 10. Juni 1994), Deutsche Hallenmeisterin im Hochsprung, Deutsche Vizehallenmeisterin im Hochsprung[15]
- Robert Polkowski (* 21. Juli 1994), Bronze U20-EM[16]
- Miguel Rigau (* 22. Juli 1985), Deutscher Hallenmeister über 400 Meter[17]
- Christine Salterberg (* 9. Juni 1994), Deutsche Hallenmeisterin mit der 4-mal-200-Meter-Staffel, Deutsche U23-Meisterin 400 m Hürden[18]
- Kim Carina Schmidt (* 21. Januar 1992), Deutsche Meisterin mit der 4-mal-400-Meter-Staffel[19]
- Thomas Schmitt (* 1989), Platz neun in der ewigen deutschen Bestenliste im Kugelstoßen[20]
- Matthias Spahn (* 3. Januar 1979), Deutscher Meister im Zehnkampf[21]
- Claudia Wehrsen (* 1984), Deutsche Meisterin mit der 4-mal-400-Meter-Staffel[22]